# Мост Галата
Мост Галата (тур. Galata Köprüsü) мост је у Истанбулу који премошћује Златни Рог. Од краја 19. века мост је ушао у турску културу и често се помиње у књижевности, како прози, тако и у поезији. Повезује историјске градске четврти Еминони у општини Фатих и Каракој (некада Галата) у општини Бејоглу.

## Историја
Први запис о мосту преко Златног рога говори o мосту саграђеном за време владавине цара Јустинијана I, у 6. веку. Према том запису мост се налазио у близини Теодосијевог зида у западном делу града.
Године 1453. године, током опсаде и пада Цариграда, султан Мехмед II Освајач наредио је да се сагради мост преко Златног рога тако што је своје бродове поставио од обале до обале, како би се његова војска пребацила у град.
У периоду 1502-1503. године планирана је изградња првог моста на садашњој локацији. Султан Бајазид II је тражио да се за њега пројектује мост, а Леонардо да Винчи га је пројектовао користећи три добро позната геометријска принципа: параболу, спљоштени лук и темељни лук. Пројектовани лук имао је распон од 240 м, а пројектом је била предвиђена ширина од 24 м, што би у то време, да је изграђен био најдужи мост на свету. Међутим, тако амбициозан план није добио подршку султана.

### МостХајратије
Почетком 19. века, султан Махмуд II наредио је изградњу моста мало даље унутар Златног рога. Овај мост, познат и као Хајратије (мост хајрата - радости, доброте), отворен је 3. септембра 1836. године. Пројекат је реализовао заменик високог адмирала Февзи Ахмет-паша са морнаричким радницима и опремом. Према подацима из књиге Историја по Лутфију, ово је био понтонски мост и био је дугачак између 500 и 540 метара.

### Први мост Галата — мостЦиср-и Цедид(Cisr-i Cedid)
Први мост Галата на ушћу Златног рога саградила је 1845. године султанија Валиде, мајка султана Абдулмеџида I и био је у употреби 18 година. Такође је био познат као Cisr-i Cedid (Нови мост), да би се разликовао од раније изграђеног моста дубље унутар Златног рога, који је био познат као Cisr-i Atik (Стари мост).
На страни моста према насељу Каракој налазио се натпис у виду строфе песника Ибрахима Шинасија, у коме каже да је Нови мост саградио султан Абдулмеџид I, који је и први прешао преко овог Новог моста, док је испод моста први прошао француски капетан Мањан (фр. Magnan) својим бродом Cygne (Лабуд).

#### Мостарина
Прва три дана по званичном отварању овог моста прелазак се није наплаћивао. Мостарина (позната као мурурије)почела је да се наплаћује 25. новембра 1845. године од стране Министарства поморства. Износи су били следећи:
- за војно и судско особље, полицију, ватрогасце и верске личности прелазак моста био је бесплатан
- пешаци су плаћали 5 пара
- носачи 10 пара
- товарне животиње 20 пара
- коњске и воловске запреге 100 пара
- прелазак оваца, коза и других животиња наплаћивао се 3 паре

Мостарина је наплаћивана до 31. маја 1930. године, а наплату су вршили службеници који су стајали у белим униформама са обе стране моста.

### Други мост
Први мост је 1863. године замењен другим дрвеним мостом, који је саградио Етхем Пертев-паша по налогу султана Абдул Азиза током радова на реконструкцији градске инфраструктуре, непосредно пре посете Наполеона III Истанбулу.

### Трећи мост
Године 1870. потписан је уговор са француском компанијом Forges et Chantiers de la Mediteranée за изградњу новог, трећег моста. Због почетка рата између Француске и Немачке пројекат је одложен, а изградња моста је 1872. поверена британској компанији G. Wells. Овај мост, завршен 1875. године, био је дугачак 480 м и широк 14 м, учвршћен на 24 понтона. Коришћен је до 1912. године, када је померен узводно, где је заменио тада потпуно оронуо мост Cisr-i Atik (Стари мост).

### Четврти мост
Четврти Галата мост саградила је 1912. немачка компанија Hüttenwerk Oberhausen AG. Овај понтонски мост био је дуг 466 м и широк 25 м. То је мост који је донедавно био симбол Истанбула и данас га памте многе генерације. Мост је тешко оштећен у пожару 16. маја 1992. године. Убрзо после пожара је демонтиран, темељно реконструисан и премештен тако да спаја четврти Балат у европском делу и Хаскеј у азијском делу града. На његовом месту подигнут је нови, пети Галата мост, па је овај стари постао познат као Стари или Историјски мост Галата. 
Овај четврти мост, Историјски мост Галата, уклоњен је са Златног рога крајем 2016. године, уз тврдњу да омета циркулацију воде у Златном рогу.

## Данашњи мост Галата (пети мост)
Данашњи, пети мост Галата је покретни мост. Изградила га је турска грађевинска компанија STFA неколико метара даље од места где се налазио четврти мост, између четврти Каракој и Еминони. Завршен је у децембру 1994. године. Овај покретни мост дуг је 465 метара, са главним (покретним) распоном дужине 80 метара и широк 42 м. Има три возне траке и по један тротоар са сваке стране. Недавно је обновљена и трамвајска инфраструктура преко моста, чиме је омогућена директна трамвајска линија од предграђа у близини аеродрома Ататурк до палате Долмабахче. Ово је један од малобројних покретних мостова у свету преко којих прелази трамвај. 
Пети Галата мост има два нивоа. На горњем нивоу су коловозне траке, трамвајска пруга и тротоар за пешаке, док се на доњем нивоу, који је отворен 2003. године, налазе многобројни ресторани и кафићи, као и платформе са којих се може посматрати Златни рог.

### Радови на обнови моста
После катастрофалног земљотреса који је 6. фебруара 2023. године погодио Турску и Сирију, због могућности да се потрес догоди и у Истанбулу, мост је после 29 година први пут обновљен. Током ових радова санирани су и обновљени оштећени дилатациони спојеви. Уклоњен је и обновљен постојећи изолациони слој који штити мост од морске воде и кишнице. Асфалтни слој замењен је погоднијим, који се не топи на сунцу и олакшан је систем за подизање моста. Овим радовима продужен је технички и оперативни век Новог моста Галата и повећана његова отпорност на могући земљотрес. Саобраћај преко моста поново је успостављен 16. септембра 2023.

## Културолошки и туристички значај
Мост Галата данас је један од симбола Истанбула. Носи симболику „моста који повезује две културе“, јер повезује историјске делове града. Иако се дизајном не разликује много од осталих сличних мостова, чак се може рећи да има врло досадан дизајн у поређењу са мостовима у Паризу или Будимпешти, мост Галата се нашао у делима многих писаца, сликара, режисера због своје културне вредност.
Мост је популаран међу локалним риболовцима и на њему се свакодневно могу видети бројни пецароши. Шетња преко овог моста је неизоставна током туристичке посете Истанбулу. На доњем нивоу налазе се бројни ресторани и кафићи, а са њега се могу посматрати туристички бродови који непрестано крстаре, или залазак сунца. Један од специјалитета по којима су ресторани на мосту чувени је Балик Екмек, односно сендвич од рибе, али се могу пробати и други специјалитети турске кухиње. На крају моста у четврти Еминони налази се и чувена истанбулска Пијаца зачина.